# Кассіано Зімієскі Ернандес
Кассіано Зімієскі Ернандес або просто Кассіано (нар. 22 лютого 2005, Пасу-Фунду, Ріу-Гранді-ду-Сул, Бразилія) — бразильський футболіст, нападник та лівий вінґер «Еспортіву» (Бенту-Гонсалвіс), який виступає в оренді за «Ворсклу».

## Життєпис
Народився в бразильському місті Пасу-Фунду, Ріу-Гранді-ду-Сул. Вихованець клубу «Еспортіву» (Бенту-Гонсалвіс). У дорослому футболі дебютував 28 квітня 2024 року в переможному (5:1) домашньому поєдинку другого дивізіону Ліги Гаушу проти «Уніу Фредерікенсі». Кассіано вийшов на поле на 67-й хвилині замість Густаво Сапеки, а на 87-й хвилині відзначився першим голом у дорослому футболі. У складі «Еспортіву» зіграв 6 матчів, відзначився 1-м голом.
У середині серпня 2024 року відправився в оренду до «Ворскли». Проте в першій команді не грав, потрапив до заявки юнацької команди клубу. Дебютував за «Ворсклу-2» 28 жовтня 2024 року в програному (1:6) виїзному поєдинку групи Б Другої ліги України проти «Тростянця». Ернандес вийшов на поле на 63-й хвилині замість Демида Булгатова.